# JFE東日本ジーエス
JFE東日本ジーエス株式会社（ジェイエフイーひがしにほんジーエス）は、JFEスチールグループの総合サービス会社。

## 概要
事業内容は、ビルの管理や、緑化造園・印刷など製鉄所の周辺業務、清掃業務、防災設備の工事および保守点検、食品衛生検査分析、環境分析、廃棄物の収集運搬処理、各種コンサルティング、病院サービスなどと多岐にわたる。

## 沿革
- 1972年（昭和47年）10月5日 - 日本鋼管の出資により、エヌケーグリーンサービス株式会社として設立。
- 1990年（平成2年）12月 - 株式会社エヌケージーエスに社名変更。
- 2004年（平成16年）4月1日 - JFEジーエス株式会社に社名変更。
- 2011年（平成23年）
  - 4月1日 - 京葉シティーサービス株式会社およびJFEセキュリティ株式会社と合併。JFE東日本ジーエス株式会社に社名変更。
  - 11月14日 - 川崎市道路計画（東扇島水江町線）により本社所在地を水江町から南渡田町に移転。
- 2024年（令和6年）5月27日 - 川崎区南渡田地区の再開発事業に伴い本社所在地を南　渡田町から池上新町に移転。

## 関係会社
- JFEアップル東日本株式会社